# Flea on the Honey (album)
Flea on the Honey è il primo album dei Flea on the Honey, pubblicato dalla Delta Italiana nel 1971.

## Tracce
Brani composti da Harold Stott, Mario Capuano e Giosy Capuano
Lato A
1. Mother Mary – 7:26
2. A Woman of Distinction – 2:54
3. King's Thoughts – 3:46
4. Let the Flags Fly High – 2:40
5. Louise (My Little Ship) – 2:43

Durata totale: 19:29
Lato B
1. Moon Park Woman – 3:41
2. Face to the Sun – 3:38
3. Happy Killer – 3:56
4. Don't You Ever Feel Glad – 3:01
5. The Next Election – 4:25

Durata totale: 18:41

## Formazione
- Tony (Antonio Marangolo) - voce, flauto, armonica, pianoforte, organo Hammond
- Charlie (Carlo Pennisi) - chitarra, percussioni, voce
- Nigel (Elio Volpini) - chitarra acustica, basso, voce
- Dustin (Agostino Marangolo) - batteria, percussioni, chitarra

Note aggiuntive
- Giosy Capuano - produzione
- G. Rya - tecnico del suono
- Studio Two - design